# Willy Franssen
Willy Franssen (Neuss, Rin del Nord-Westfàlia, 8 de desembre de 1932 - Ídem, 18 de novembre de 1990) fou un ciclista alemany, professional des del 1958 fins al 1961. Va combinar tant el ciclisme en pista com la ruta.

## Palmarès en ruta
- 1955
  - 1r a la Köln-Schuld-Frechen

## Palmarès en pista
- 1953
  -  Campió d'Alemanya amateur en Madison (amb Hermann Spiegel)
- 1957
  -  Campió d'Alemanya en Tàndem (amb Ehrenfried Rudolph)
- 1958
  -  Campió d'Alemanya amateur en Madison (amb Heinz Vopel)